# Збірна Оману з хокею із шайбою
Збірна Оману з хокею із шайбою (араб. منتخب عمان لهوكي الجليد) — національна чоловіча збірна команда Оману, яка представляє країну на міжнародних змаганнях з хокею.

## Історія
Свій перший матч збірна Оману провела у 2010 році у рамках чемпіонату арабських країн з хокею. Зіграли три матчі із збірними Кувейту, Саудівської Аравії та Об'єднаних Арабських Еміратів, усі матчі програли. Брали участь вони і у другому чемпіонаті у 2012 році, де провели п'ять матчів з яких два виграли та у трьох зазнали поразки, вигравши бронзові медалі.

## Статистика зустрічей на міжнародній арені
Станом на 25 квітня 2017 року.
| Команда                    | І  | В | Н | П  | Ш        |
| -------------------------- | -- | - | - | -- | -------- |
| Бахрейн                    | 3  | 3 | 0 | 0  | 18 : 9   |
| Індія                      | 2  | 1 | 0 | 1  | 8 : 8    |
| Кувейт                     | 9  | 0 | 0 | 9  | 8 : 77   |
| Киргизстан                 | 1  | 0 | 0 | 1  | 3 : 7    |
| Макао                      | 1  | 1 | 0 | 0  | 2 : 1    |
| Малайзія                   | 1  | 1 | 0 | 0  | 8 : 7    |
| Філіппіни                  | 1  | 0 | 0 | 1  | 0 : 9    |
| Катар                      | 4  | 2 | 0 | 2  | 16 : 16  |
| Саудівська Аравія          | 1  | 0 | 0 | 1  | 1 : 3    |
| Сінгапур                   | 1  | 0 | 0 | 1  | 3 : 12   |
| Об'єднані Арабські Емірати | 5  | 0 | 0 | 5  | 4 : 40   |
| Разом                      | 29 | 8 | 0 | 21 | 71 : 188 |